# Cudos
Cudos [kydɔs] est une commune du Sud-Ouest de la France, située dans le département de la Gironde, en région Nouvelle-Aquitaine.

## Géographie

### Localisation
Commune du Bazadais située sur un plateau de faible altitude, s'abaissant peu à peu vers le sud jusqu'au ruisseau de Barthos, affluent de la rive droite du Ciron.
La forêt des Landes occupe la plus grande partie du territoire (cf. ci-dessous section « Occupation des sols »).
La commune se trouve à 66 km au sud-est de Bordeaux, chef-lieu du département, à 21 km au sud de Langon, chef-lieu d'arrondissement et à 6 km au sud de Bazas, ancien chef-lieu de canton.

### Communes limitrophes
Les communes limitrophes en sont Sauviac au nord, Birac au nord-est, Lavazan à l'est, Lerm-et-Musset au sud-est, Escaudes au sud sur environ un kilomètre, Bernos-Beaulac à l'ouest, Marimbault au nord-ouest sur environ 500 mètres et Bazas au nord-nord-ouest.
| Bazas Marimbault | Sauviac  | Birac          |
| Bernos-Beaulac   | Cudos    | Lavazan        |
|                  | Escaudes | Lerm-et-Musset |

### Climat
Pour des articles plus généraux, voir Climat de la Nouvelle-Aquitaine et Climat de la Gironde.
Historiquement, la commune est exposée à un climat océanique aquitain.  
En 2020, Météo-France publie une typologie des climats de la France métropolitaine dans laquelle la commune est exposée à un climat océanique et est dans la région climatique  Aquitaine, Gascogne, caractérisée par une pluviométrie abondante au printemps, modérée en automne, un faible ensoleillement au printemps, un été chaud (19,5 °C), des vents faibles, des brouillards fréquents en automne et en hiver et des orages fréquents en été (15 à 20 jours).
Pour la période 1971-2000, la température annuelle moyenne est de 13,4 °C, avec une amplitude thermique annuelle de 14,5 °C. Le cumul annuel moyen de précipitations est de 892 mm, avec 10,9 jours de précipitations en janvier et 6,9 jours en juillet. Pour la période 1991-2020, la température moyenne annuelle observée sur la station météorologique la plus proche, située sur la commune de Cazats à 9 km à vol d'oiseau, est de 13,7 °C et le cumul annuel moyen de précipitations est de 825,5 mm,. Pour l'avenir, les paramètres climatiques de la commune estimés pour 2050 selon différents scénarios d’émission de gaz à effet de serre sont consultables sur un site dédié publié par Météo-France en novembre 2022.

## Urbanisme

### Typologie
Au 1er janvier 2024, Cudos est catégorisée commune rurale à habitat dispersé, selon la nouvelle grille communale de densité à sept niveaux définie par l'Insee en 2022.
Elle est située hors unité urbaine. Par ailleurs la commune fait partie de l'aire d'attraction de Bazas, dont elle est une commune de la couronne,. Cette aire, qui regroupe 18 communes, est catégorisée dans les aires de moins de 50 000 habitants,.

### Occupation des sols

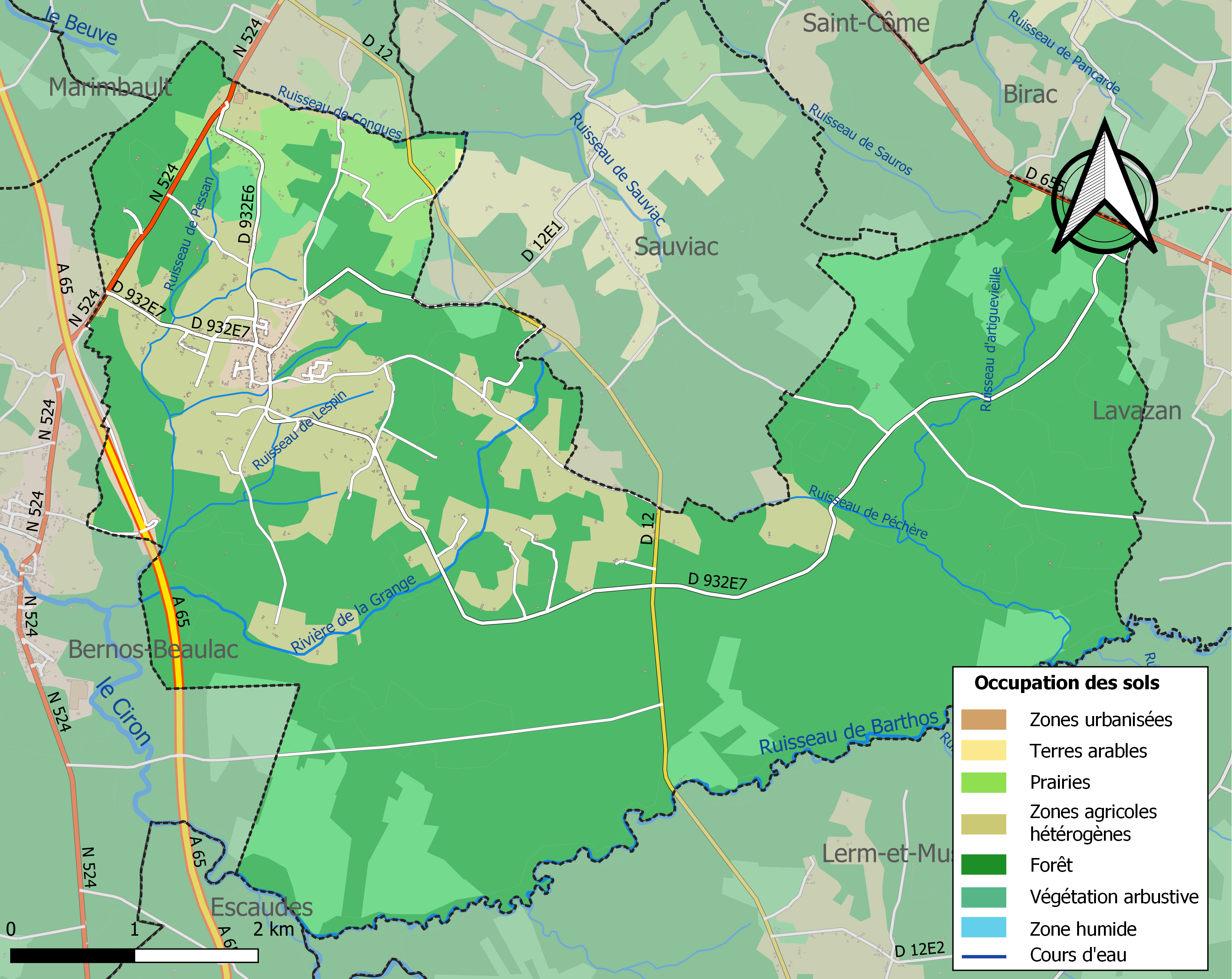
Carte des infrastructures et de l'occupation des sols de la commune en 2018 (CLC).

L'occupation des sols de la commune, telle qu'elle ressort de la base de données européenne d’occupation biophysique des sols Corine Land Cover (CLC), est marquée par l'importance des forêts et milieux semi-naturels (79,9 % en 2018), une proportion sensiblement équivalente à celle de 1990 (80,6 %). La répartition détaillée en 2018 est la suivante : 
forêts (68,9 %), zones agricoles hétérogènes (15,2 %), milieux à végétation arbustive et/ou herbacée (11 %), prairies (3,4 %), zones urbanisées (1 %), zones industrielles ou commerciales et réseaux de communication (0,5 %). L'évolution de l’occupation des sols de la commune et de ses infrastructures peut être observée sur les différentes représentations cartographiques du territoire : la carte de Cassini (XVIIIe siècle), la carte d'état-major (1820-1866) et les cartes ou photos aériennes de l'IGN pour la période actuelle (1950 à aujourd'hui).

### Voies de communication et transports
La principale voie de communication routière est la route nationale 524 qui ne traverse pas le bourg et mène vers le nord à  Bazas et vers le sud à Bernos-Beaulac et Captieux. Le bourg est desservi par des routes départementales d'intérêt local, la D 932e6, la D 932e7 et la D 12e1.
L'accès à l'autoroute A62 (Bordeaux-Toulouse) le plus proche est le no 3, dit de Langon, qui se situe à 20 km vers le nord.
L'accès no 1, dit de Bazas, à l'autoroute A65 (Langon-Pau) se situe à 8,5 km vers le nord-nord-ouest. Cette autoroute traverse l'ouest du territoire communal.
La gare SNCF la plus proche est celle de Langon, sur la ligne Bordeaux - Sète du TER Nouvelle-Aquitaine, qui se situe à 21 km vers le nord.

### Risques majeurs
Le territoire de la commune de Cudos est vulnérable à différents aléas naturels : météorologiques (tempête, orage, neige, grand froid, canicule ou sécheresse), inondations, feux de forêts et séisme (sismicité très faible). Un site publié par le BRGM permet d'évaluer simplement et rapidement les risques d'un bien localisé soit par son adresse soit par le numéro de sa parcelle.
La commune a été reconnue en état de catastrophe naturelle au titre des dommages causés par les inondations et coulées de boue survenues en 1982, 1999 et 2009,.
Cudos est exposée au risque de feu de forêt. Depuis le 20 avril 2016, les départements de la Gironde, des Landes et de Lot-et-Garonne disposent d’un règlement interdépartemental de protection de la forêt contre les incendies. Ce règlement vise à mieux prévenir les incendies de forêt, à faciliter les interventions des services et à limiter les conséquences, que ce soit par le débroussaillement, la limitation de l’apport du feu ou la réglementation des activités en forêt. Il définit en particulier cinq niveaux de vigilance croissants auxquels sont associés différentes mesures,.

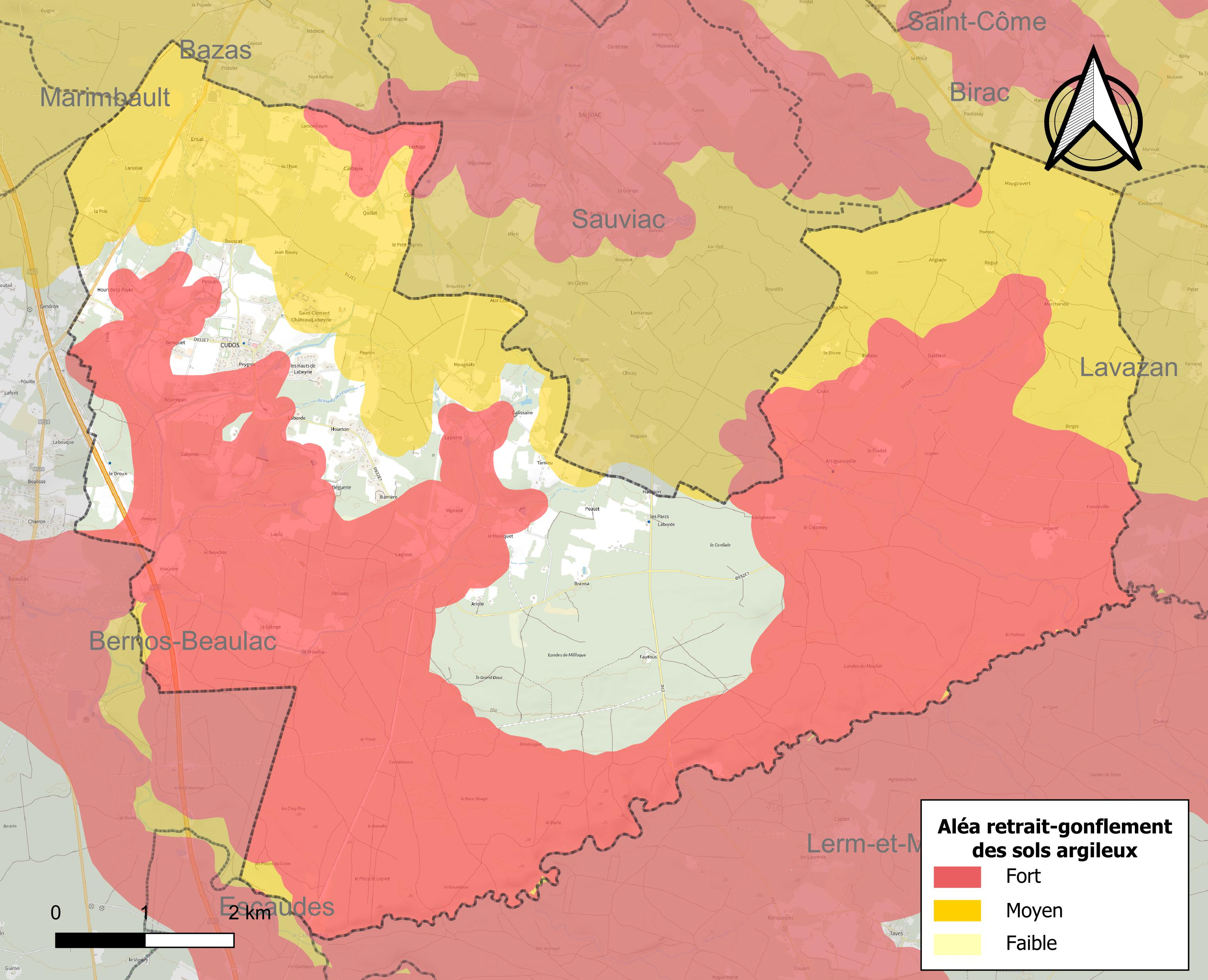
Carte des zones d'aléa retrait-gonflement des sols argileux de Cudos.

Le retrait-gonflement des sols argileux est susceptible d'engendrer des dommages importants aux bâtiments en cas d’alternance de périodes de sécheresse et de pluie. 80,4 % de la superficie communale est en aléa moyen ou fort (67,4 % au niveau départemental et 48,5 % au niveau national). Sur les 390 bâtiments dénombrés sur la commune en 2019, 210 sont en aléa moyen ou fort, soit 54 %, à comparer aux 84 % au niveau départemental et 54 % au niveau national. Une cartographie de l'exposition du territoire national au retrait gonflement des sols argileux est disponible sur le site du BRGM,.
Par ailleurs, afin de mieux appréhender le risque d’affaissement de terrain, l'inventaire national des cavités souterraines permet de localiser celles situées sur la commune.
Concernant les mouvements de terrains, la commune a été reconnue en état de catastrophe naturelle au titre des dommages causés par la sécheresse en 2005 et 2017 et par des mouvements de terrain en 1999.

## Toponymie
Le nom de la commune peut provenir du mot concha qui désigne la « conque d’argent » dont parle Grégoire de Tours et qui contenait le linge taché du sang de saint Jean-Baptiste, ou du verbe latin cudare, « forger », en référence au nombre important de forgerons sur le territoire de la commune ou bien encore d'un ancien chef gaulois appelé Cudus.
En gascon, le nom de la commune est Cudòs. Cudos est membre de l'Association des communes de France aux noms burlesques et chantants.

## Histoire
À la Révolution, les paroisses Saint-Jean-l'Évangéliste de Cudos et Saint-Laurent d'Artiguevieille forment la commune de Cudos.

## Politique et administration
| Période                                  | Période   | Identité           | Étiquette        | Qualité                                                                                    |
| ---------------------------------------- | --------- | ------------------ | ---------------- | ------------------------------------------------------------------------------------------ |
| mars 1971                                | mars 1989 | Émile Durand       | app. RI puis UDF | Conseiller général (1970-1982), député (1974-1978)                                         |
| mars 1989                                | mars 2008 | Jean Darremont     | UMP              | Chirurgien-dentiste, conseiller général (1988-2015), chevalier de l'ordre du Mérite (2011) |
| mars 2008                                | En cours  | Jean Claude Dupiol |                  | Retraité                                                                                   |
| Les données manquantes sont à compléter. |           |                    |                  |                                                                                            |

## Démographie
Les habitants sont appelés les Cudossais.
L'évolution du nombre d'habitants est connue à travers les recensements de la population effectués dans la commune depuis 1793. Pour les communes de moins de 10 000 habitants, une enquête de recensement portant sur toute la population est réalisée tous les cinq ans, les populations de référence des années intermédiaires étant quant à elles estimées par interpolation ou extrapolation. Pour la commune, le premier recensement exhaustif entrant dans le cadre du nouveau dispositif a été réalisé en 2004.

En 2022, la commune comptait 790 habitants, en évolution de −2,95 % par rapport à 2016 (Gironde : +6,91 %, France hors Mayotte : +2,11 %).
| 1793  | 1800 | 1806  | 1821  | 1831  | 1836  | 1841  | 1846  | 1851  |
| ----- | ---- | ----- | ----- | ----- | ----- | ----- | ----- | ----- |
| 1 055 | 685  | 1 142 | 1 050 | 1 165 | 1 145 | 1 101 | 1 202 | 1 155 |

| 1856  | 1861  | 1866  | 1872  | 1876  | 1881  | 1886  | 1891  | 1896 |
| ----- | ----- | ----- | ----- | ----- | ----- | ----- | ----- | ---- |
| 1 126 | 1 099 | 1 084 | 1 016 | 1 025 | 1 032 | 1 023 | 1 007 | 950  |

| 1901 | 1906 | 1911 | 1921 | 1926 | 1931 | 1936 | 1946 | 1954 |
| ---- | ---- | ---- | ---- | ---- | ---- | ---- | ---- | ---- |
| 940  | 940  | 900  | 817  | 837  | 740  | 729  | 641  | 646  |

| 1962 | 1968 | 1975 | 1982 | 1990 | 1999 | 2004 | 2006 | 2009 |
| ---- | ---- | ---- | ---- | ---- | ---- | ---- | ---- | ---- |
| 612  | 597  | 527  | 513  | 519  | 559  | 698  | 763  | 839  |

| 2014 | 2019 | 2022 | - | - | - | - | - | - |
| ---- | ---- | ---- | - | - | - | - | - | - |
| 821  | 792  | 790  | - | - | - | - | - | - |

## Économie
- Polyculture et élevage bovin (race bazadaise), forêt des Landes de Gascogne.
- Petite usine fabriquant des caisses et des palettes en pin des Landes.
- Petite usine fabriquant du poulet.

## Vie locale
Petits commerces ruraux et artisanat.

### Enseignement

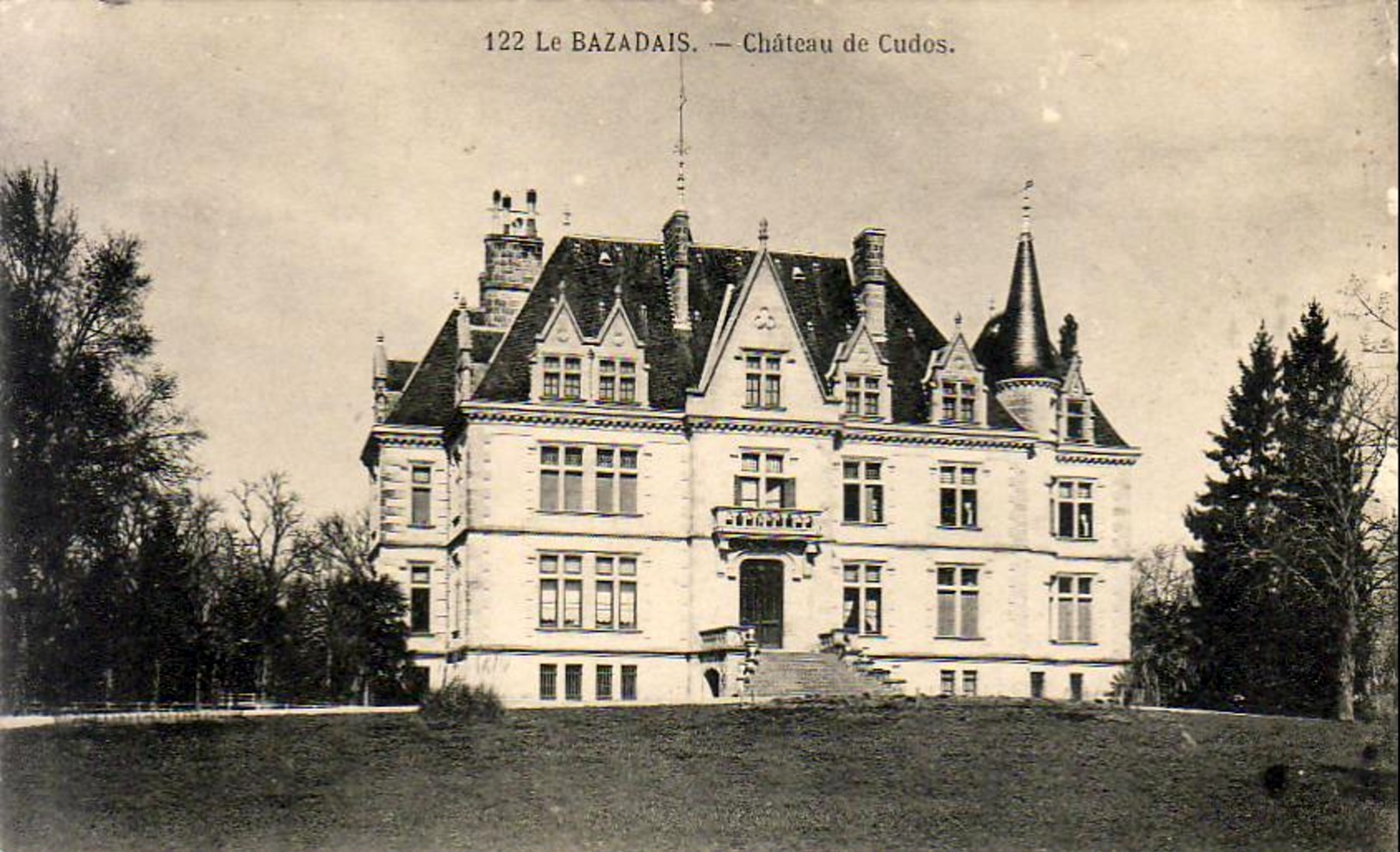
Le château de Labeyrie, dans les années 1900.

- Collège et lycée agricole privés Saint-Clément (enseignement catholique), dans l'ancien château de La Beyrie (ou domaine de Labeyrie).

## Culture et patrimoine

### Lieux et monuments
- L'église Saint-Jean-l'Évangéliste, d'architecture gothique, a été construite initialement au milieu du bourg et du XIVe siècle, remaniée et agrandie au XVIIe siècle ; son clocher a été ajouté au XIXe siècle. Elle a été inscrite au titre des monuments historiques en 1925[35].
- Église Saint-Laurent d'Artiguevieille.
- Collège et lycée privé Saint-Clément.

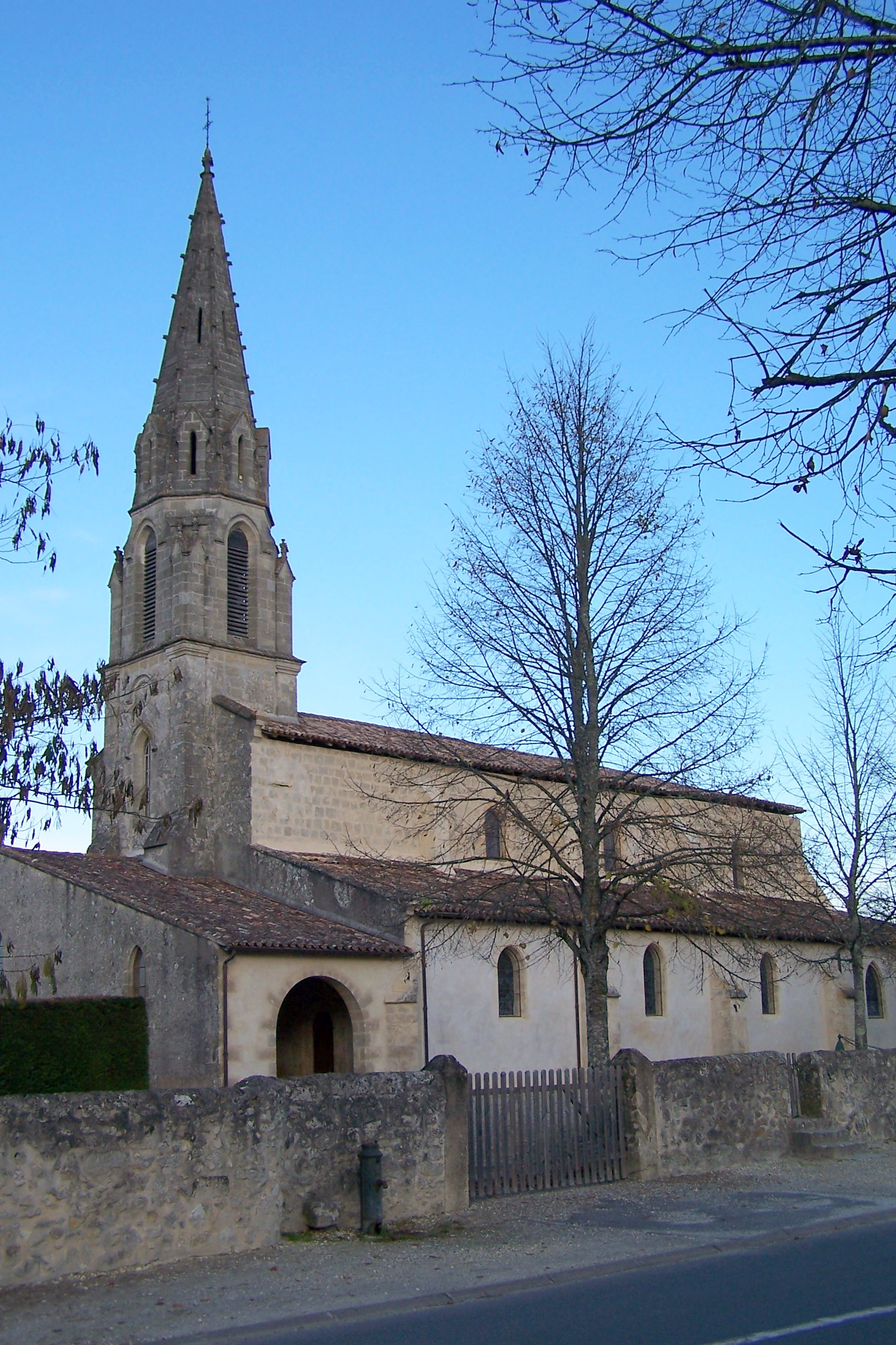
L'église Saint-Jean-l'Évangéliste (nov. 2011).
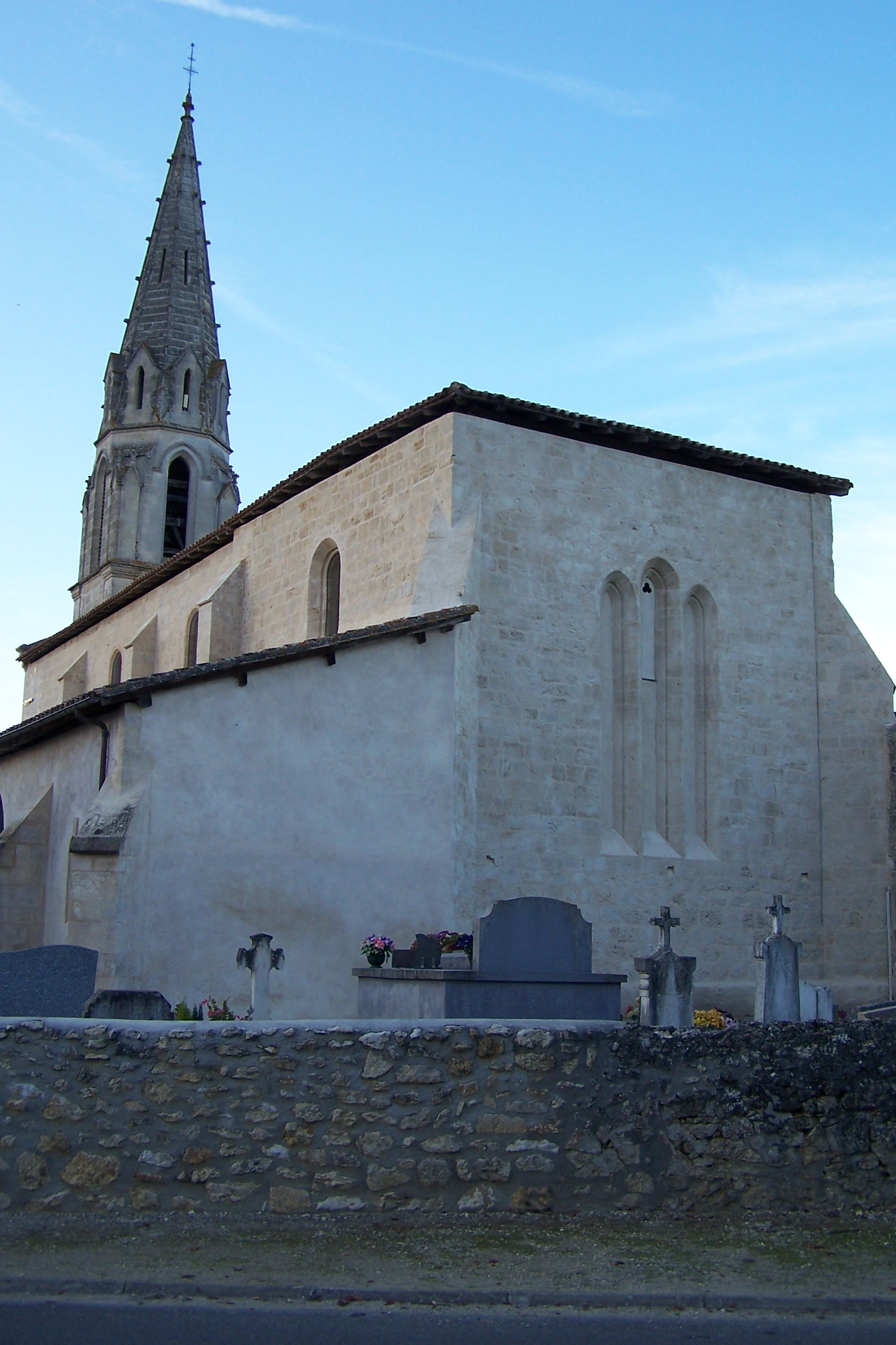
Le chevet de l'église Saint-Jean (nov. 2011).
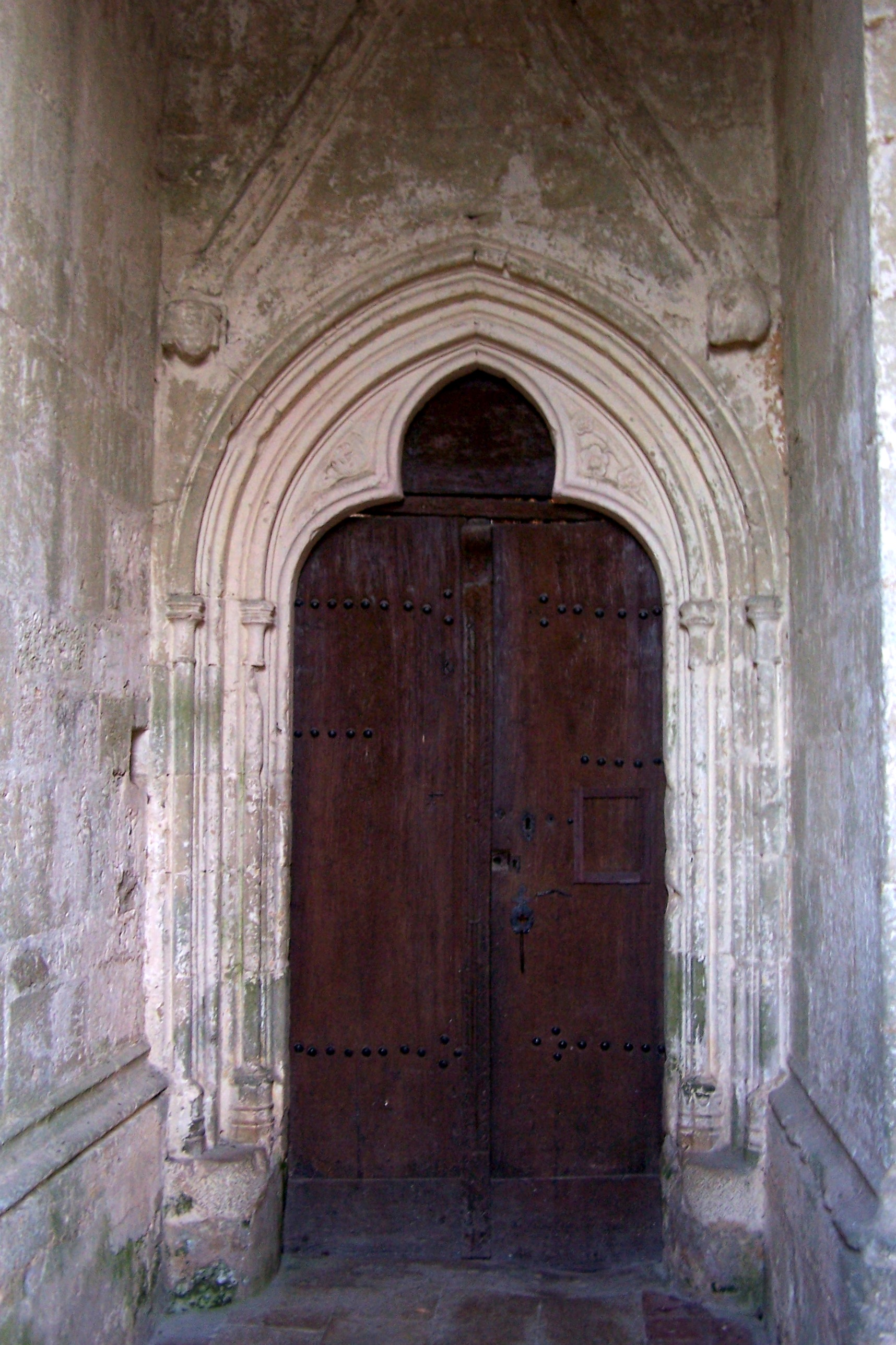
Le portail principal de l'église Saint-Jean (nov. 2011).
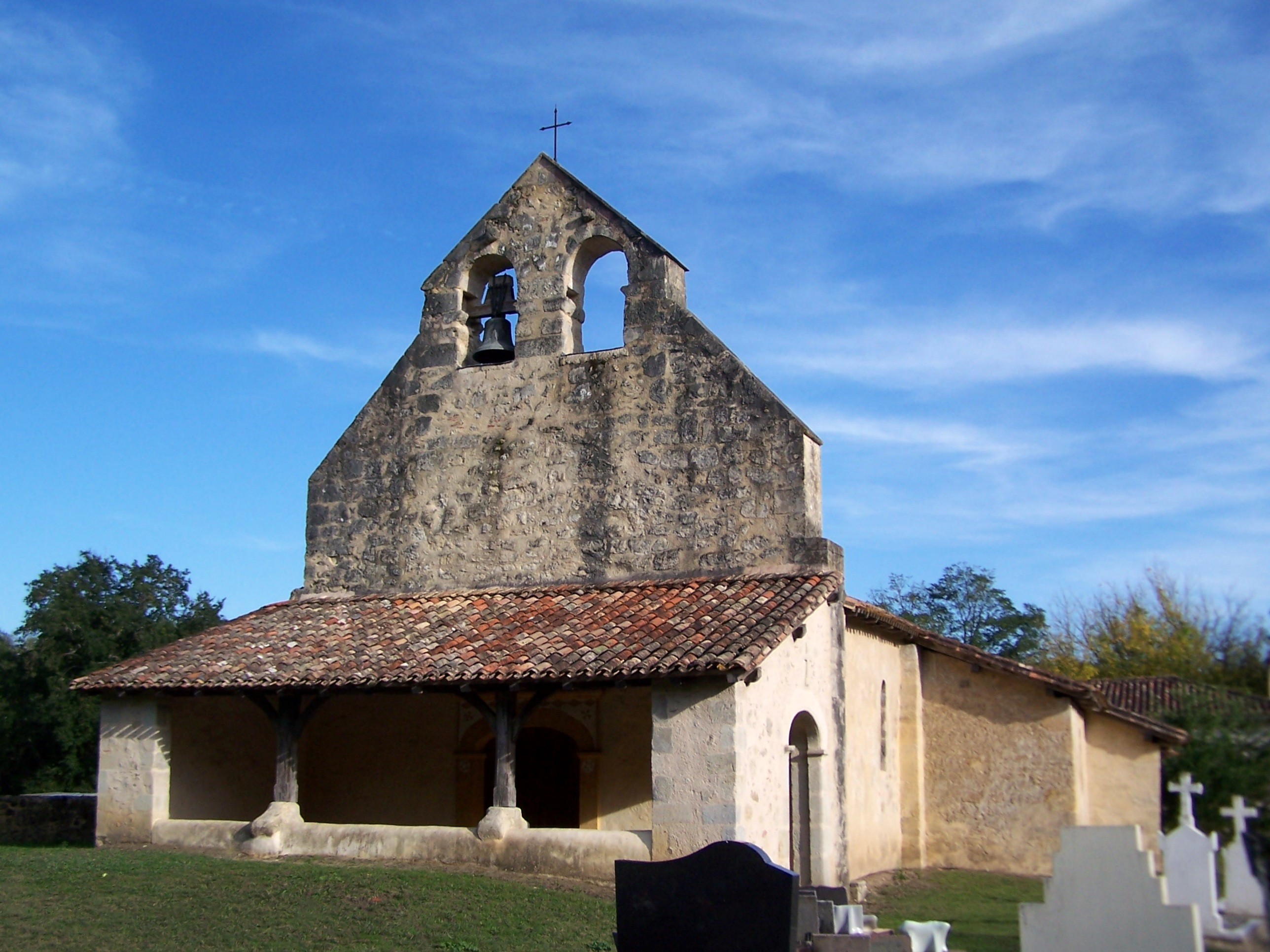
L'église Saint-Laurent d'Artiguevieille (oct. 2012).
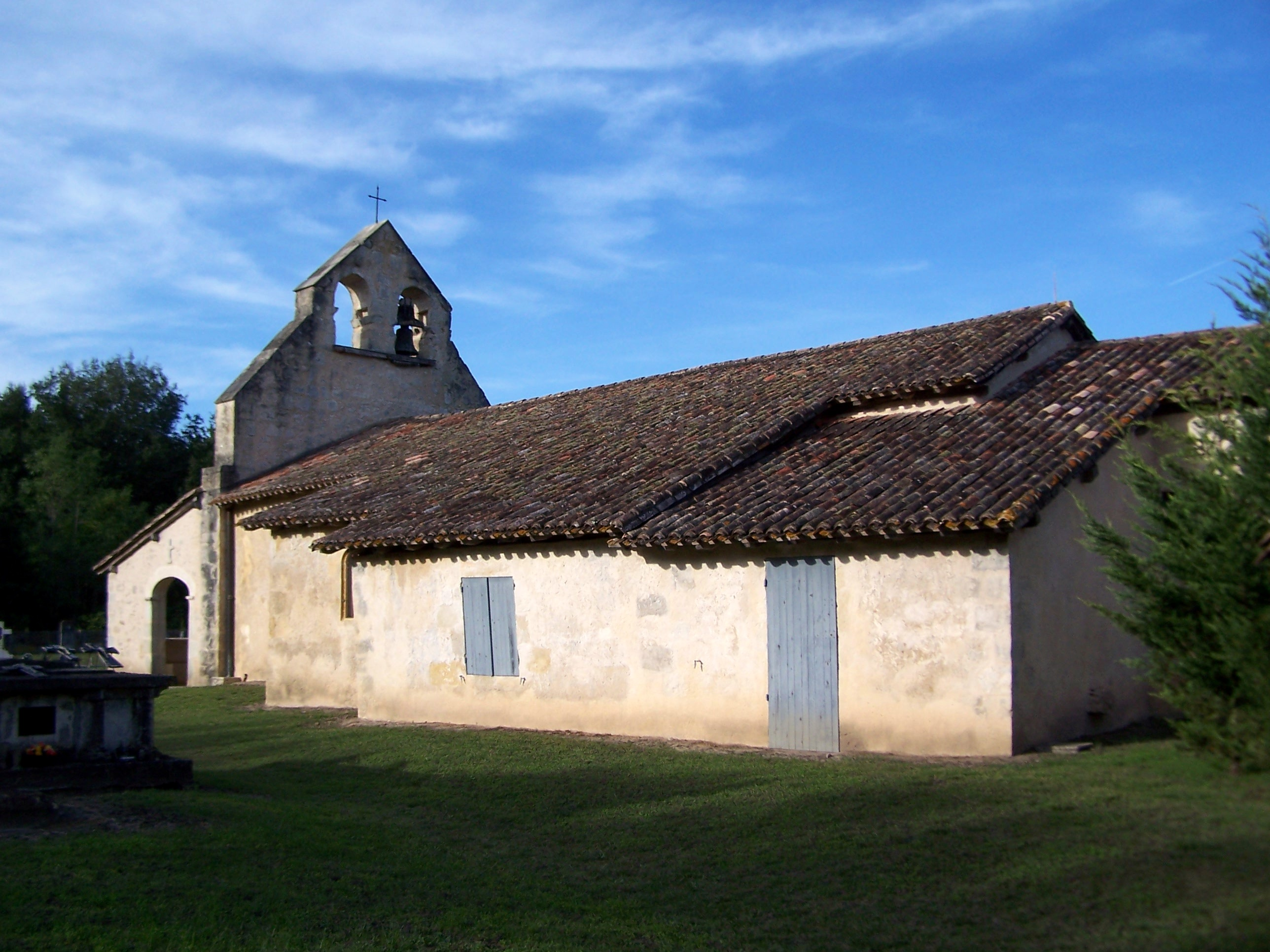
L'église Saint-Laurent d'Artiguevieille (oct. 2012).
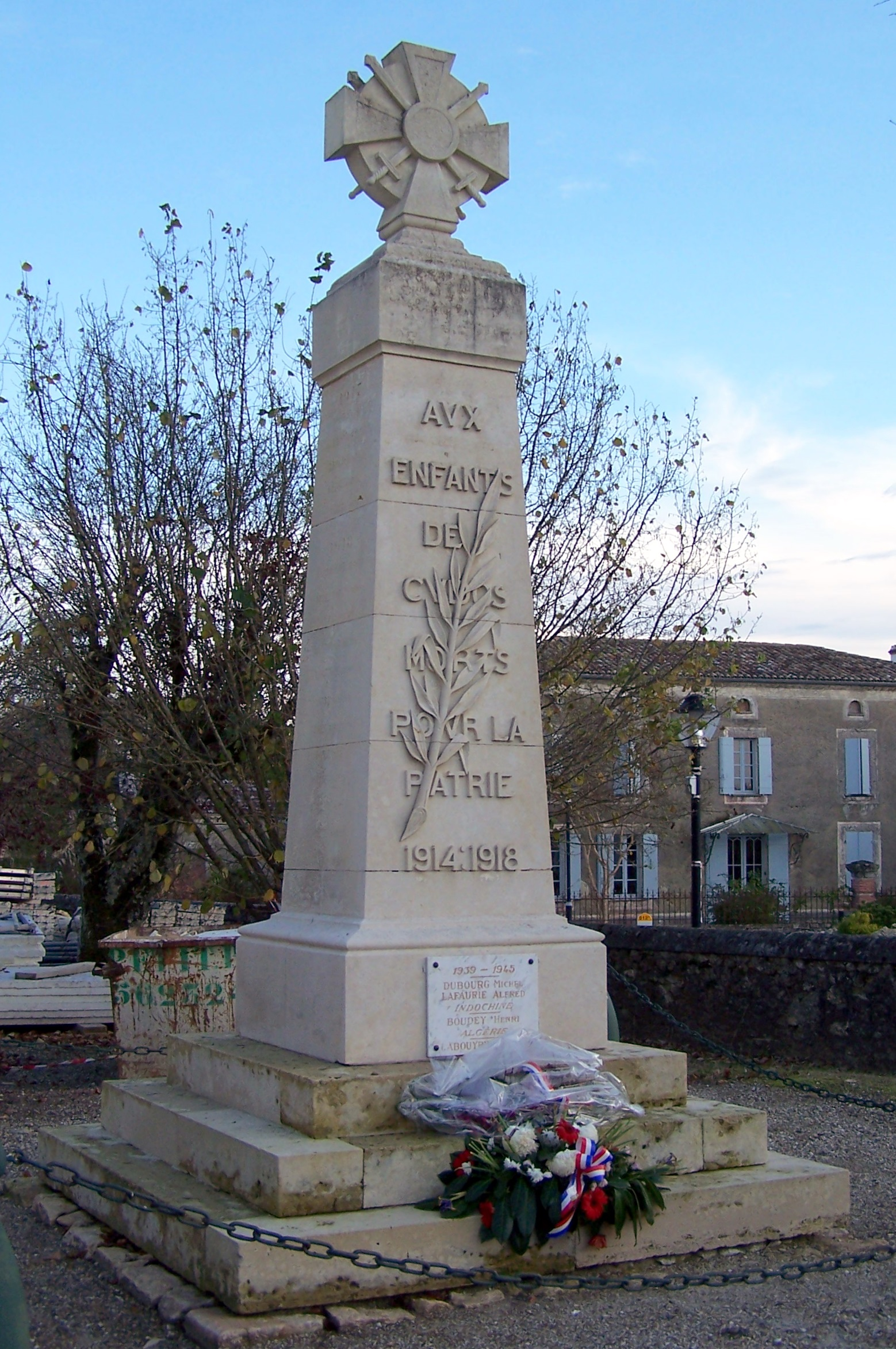
Le monument aux morts près de l'église (nov. 2011).

### Pèlerinage de Compostelle
Cudos est située sur la Via Lemovicensis (voie limousine ou de Vézelay).

### Héraldique
| Blason de Cudos | Blason  | De gueules au portail de l'église du lieu d'argent, ouvert du champ, maçonné de sable, accompagné en chef, de deux coquilles d'or et en pointe, d'une enclume d'argent, au chef d'or chargé d'une tierce de gueules et de l'inscription de sable « CUDOS » brochante. |
| Blason de Cudos | Détails | Création de François et Nicolas Guijarro, présentée à la presse régionale |